# سنت بلازین
شهر سنت بلازین (به آلمانی: St. Blasien) در ایالت بادن-وورتمبرگ در کشور آلمان واقع شده‌است.